# A Whole New World
"A Whole New World" là một đĩa đơn nhạc pop nổi tiếng từng giành giải Oscar trong album nhạc phim của bộ phim do Disney sản xuất năm 1992, Aladdin. Bài hát do Alan Menken biên soạn với phần lời của Tim Rice. Bài hát này là một bản ballad giữa hai nhân vật chính trong phim là Aladdin và Jasmine nói về thế giới họ đang cùng nhau khám phá. Bản gốc của bài hát này do Brad Kane và Lea Salonga thể hiện trong phim. Họ cũng biểu diễn bài này trong vai các nhân vật của họ tại lễ trao giải Oscar lần thứ 65, và đã nhận được giải Bài hát gốc hay nhất.
Một phiên bản đĩa đơn của bài hát đã được phát hành trước đó (nhưng cùng năm) do hai ca sĩ Peabo Bryson và Regina Belle thể hiện. Phiên bản này được đưa vào phần chạy chữ cuối phim (credits) và nhắc đến trong album với tên gọi "Chủ đề từ phim Aladdin". Là bản hit lớn nhất của cả hai ca sĩ, bài hát đã vươn tới vị trí thứ nhất trên bảng xếp hạng âm nhạc Billboard Hot 100 vào ngày 6 tháng 3 năm 1993, thay cho bài hát "I Will Always Love You" của Whitney Houston, đã đứng ở đầu bảng xếp hạng này mười bốn tuần. Bài hát đạt vị trí thứ 9 trong bảng xếp hạng UK Singles Chart vào năm 1992. Đây là bài hát đầu tiên, và đến thời điểm này, là bài hát duy nhất từ một bộ phim hoạt hình của Disney đứng đầu bảng xếp hạng Billboard Hot 100.

## Bối cảnh
Trong phim, bài hát được thể hiện bởi Brad Kane và Lea Salonga, hai diễn viên lần lượt lồng tiếng cho nhân vật Aladdin và Jasmine khi Aladdin đưa công chúa Jasmine đi chu du mọi nơi trong vương quốc, khắp trên trời dưới đất bằng chiếc thảm bay thần kỳ của anh. Hai người đã cùng nhau khám phá "một thế giới hoàn toàn mới" và lúc đó họ đã nhận ra tình cảm của mình dành cho nhau.

## Trên các bảng xếp hạng
| Bảng xếp hạng (1993)   | Vị trí |
| ---------------------- | ------ |
| U.S. Billboard Hot 100 | 1      |

## Các phiên bản hát lại
- Nhóm nhạc nữ Eternal phát hành bài hát này ở mặt B trên đĩa đơn phát hành năm 1996 của họ, "Someday", được thu âm cho bộ phim Disney Thằng gù nhà thờ Đức Bà.
- Hank Marvin thực hiện một phiên bản không lời của bài hát này vào năm 1997 trong album của ông Hank Plays the Music of Tim Rice & Andrew Lloyd Webber.
- LMNT hát lại bài hát này cho album DisneyMania 2, phát hành năm 2004.
- Jessica Simpson và Nick Lachey hát lại bài hát này cho album DisneyMania 3 phát hành năm 2005, và trên bộ DVD hai đĩa phiên bản Bạch kim (Platinum Edition) của bộ phim Aladdin.
- Bài hát này được hát lại vào năm 2006 bởi người mẫu người Anh Katie Price (cũng được biết đến với tên Jordan) và chồng cũ của cô, Peter Andre. Bài hát được đưa vào album gồm những bản song ca phát hành năm 2006 có tên gọi A Whole New World.
- Ca sĩ J-pop Kumi Koda và Peabo Bryson hát lại bài hát này trong album phát hành năm 2006 của Koda Best: Second Session.
- Nhóm nhạc nam K-pop TVXQ thu âm bài hát cho album tiếng Nhật năm 2007 của họ, Five in the Black, dưới dạng bài hát đặc biệt.
- Năm 2007, một nhân viên Pixar tên là Nick Pitera tải một đoạn video lên YouTube trong đó anh biểu diễn cả giọng nam và giọng nữ nhân vật,[5] thu hút 30 triệu lượt xem (tính đến ngày 18 tháng 1 năm 2013).
- Nghệ sĩ saxophone Dave Koz biểu diễn lại bài hát này trong album của ông At The Movies. Bài hát có giọng của Donna Summer.[6][7]
- Trong album Disney - Koe no Oujisama bài hát được thể hiện bởi Kenichi Suzumura
- Bài hát được hát lại vào năm 2013 bởi một nhóm nhạc Japanese hip-hop/EDM người Nhật M-Flo, với sự tham gia thể hiện của Matt Cab, trong album Electronic Disney Music.[8]

### Các phiên bản hát lại trực tiếp
Một số ca sĩ đáng chú ý đã hát lại bài hát này trực tiếp (live) trong đó có:
- Sweetbox, cho chương trình WOW! DisneyMania ở Nhật Bản.
- Charice Pempengco và thành viên nhóm Super Junior Kyuhyun trên series truyền hình Star King vào năm 2007 [cần dẫn nguồn]
- Peabo Bryson và Patti LaBelle biểu diễn bài hát này cùng với tất cả 77 thí sinh trong cuộc thi Hoa hậu hoàn vũ năm 1994 (Miss Universe Pageant) ở Manila, Philippines[cần dẫn nguồn]
- Bryson thu âm một phiên bản khác của bài hát cùng với ca sĩ nhạc pop người Nhật Kumi Koda, xuất hiện dưới dạng bài hát bổ sung trong album của cô, BEST ~second session~.
- David Phelps và Sandi Patty biểu diễn bài hát trong vở nhạc kịch "Mark Lowry On Broadway" vào năm 2001.
- Trong mùa thứ hai của cuộc thi American Idol năm 2003, thí sinh vô địch Ruben Studdard hát bài hát này trên Movie Night. Điều đáng chú ý ở mùa thi đó là "A Whole New World" là bài hát được sử dụng nhiều nhất làm bản thử giọng, và một đoạn phim ngắn về các bản thử giọng với "A Whole New World" đã được dựng và phát sóng để nhấn mạnh điều này.[cần dẫn nguồn]
- Cùng với việc thu âm một bản hát lại, Peter André và Katie Price đã thể hiện ca khúc này trực tiếp trong chương trình Children in Need năm 2005.[cần dẫn nguồn]
- Ca sĩ K-pop Ivy và Brian Joo
- Ca sĩ K-pop BoA và thành viên TVXQ Xiah Junsu thể hiện ca khúc này trực tiếp ở buổi hoà nhạc AnyBand Concert tại Hàn Quốc vào ngày 29 tháng 12 năm 2007.[cần dẫn nguồn]
- Gabe Bondoc, một ca sĩ trên Youtube hát lại bài hát này một mình và sau đó trong clip vẫn tiếp tục để nhạc không lời cho người xem hát theo. Video này đã đạt hơn 1 triệu lượt xem.
- Diễn viên của series truyền hình Glee Darren Criss thể hiện bài hát này cùng với Lea Salonga, người thể hiện các bài hát của Công chúa Jasmine trong phim Aladdin ở Hội nghị nhạc phim và truyền hình của Billboard/Hollywood Reporter (Billboard/Hollywood Reporter TV & Film Music Conference) gửi tặng Alan Menken.[cần dẫn nguồn]
- Thành viên nhóm Girls' Generation Tiffany và K.Will [cần dẫn nguồn]
- Bài hát được hát trong buổi biểu diễn nhạc nước World of Color ở công viên Disney California Adventure trong khi các đèn LED gắn ở Mickey's Fun Wheel nhấp nháy phía sau, giống như những ngôi sao.[cần dẫn nguồn]

### Văn hoá đại chúng
- Phiên bản song ca của Peabo Bryson và Regina Belle được dùng làm bài hát kết thúc trong đoạn phim về mùa giải 1997/98 của Premiership.

## Trên thế giới
Như hầu hết các bài hát của Disney, "A Whole New World" đã được dịch và đính kèm vào các phiên bản phát hành không phải bằng tiếng Anh của bộ phim.
| Quốc gia                        | Tên gọi                            | Tên đã dịch                | Thể hiện |
| ------------------------------- | ---------------------------------- | -------------------------- | --- |
| Ai Cập                          | Le dunya foo                       | Tới một miền đất xa        | Hesham Noor & Mona Zaki |
| Ấn Độ                           | Sapno Ka Jahan                     | Thế giới giấc mơ           | Sonu Nigam & Suchitra Krishnamoorthi (phiên bản trong phim) Pervez Kadir & Kavita Krishnamoorty (phiên bản chạy chữ cuối phim)   |
| Ba Lan                          | Wspaniały świat                    | Thế giới tuyệt vời         | Paweł Tucholski và Katarzyna Skrzynecka                                                                                          |
| Bồ Đào Nha                      | Um mundo ideal                     | Một thế giới lý tưởng      | Sofia Escobar & Luís Alves |
| Brasil                          | Um mundo ideal                     | Một thế giới lý tưởng      | Kika Tristão và Joseph Carrasso Jr. (phiên bản trong phim) Marcelo Coutinho và Anna Paula Tribucy (phiên bản chạy chữ cuối phim) |
| Bulgaria                        | Един нов свят (Edin nov svyat)     | Một thế giới mới           | Todor Georgiev và Ventsislava Stoilova                                                                                           |
| Canada (Québec)                 | Un nouveau monde                   | Một thế giới mới           | Joël Legendre và Martine Chevrier                                                                                                |
| Croatia                         | Novi svijet                        | Thế giới mới               | Dušan Bućan & Zrinka Cvitešić |
| Đài Loan (phiên bản pop)        | 萍水相逢 (píng shuǐ xiāng féng)    | Gặp nhau                   | Châu Hoa Kiến (周華健) & Trần Thục Hoa (陳淑樺)                                                                                  |
| Đài Loan (phiên bản trong phim) | 嶄新的世界 (Zhan Xin de Shijie)    | Một thế giới mới           | Huỳnh Trác Dĩnh (黃卓穎) & Mã Ngọc Phân (馬玉芬)                                                                                 |
| Đan Mạch                        | Et helt nyt liv                    | Cuộc sống hoàn toàn mới    | Louise Norby và Søren Launbjerg                                                                                                  |
| Đức                             | Ein Traum Wird Wahr                | Giấc mơ thành hiện thực    | Peter Fessler & Sabine Hettlich                                                                                                  |
| Estonia                         | See maailm uus                     | Thế giới mới này           | Koit Toome & Hedvig Hanson |
| Hà Lan và Bỉ                    | Een nieuw begin                    | Một khởi đầu mới           | Bart Bosch & Laura Vlasblom |
| Hàn Quốc                        | 아름다운 세상 (aleumdaun sesang)   | Thế giới tuyệt đẹp         | Gyeongju Nam & Jeonghwa Yi |
| Hồng Kông Ma cao                | 新的世界 (sun dik sai gai)         | Thế giới mới               | Châu Hoa Kiến & Trần Thục Hoa |
| Hungary                         | Egy új élmény                      | Một trải nghiệm mới lạ     | Zoltán Miller và Kata Janza |
| Hy Lạp                          | Γλυκιά Ζωή (Glykiá Zo̱í̱)            | Cuộc sống ngọt ngào        | Christos Stassinopoulos & Katerina Giamali                                                                                       |
| Iceland                         | Við höldum vörð                    | Chúng ta sẽ bảo vệ nhau    | Edda Heiðrún Backman và Felix Bergsson                                                                                           |
| Indonesia                       | Seluruh Dunia                      | Trên toàn thế giới         | Nanang Niskala & Beatrix Renita                                                                                                  |
| Iran                            | بی‌من مرو (Be man maro)             | Đừng để bị lừa             | گروه گلوری |
| Israel                          | עולם חדש (olam hadash)             | Một thế giới mới           | Rama Mesinger và Alon Ophir |
| Malaysia                        | Dunia Baru                         | Một thế giới mới           | |
| Mĩ Latinh                       | Un Mundo Ideal                     | Một thế giới lý tưởng      | Ricardo Montaner và Michelle Demián Bichir & Anali (trong phim)                                                                  |
| Na Uy                           | En helt ny jord                    | Một trái đất mới           | Trond Teigen & Jannicke Kruse |
| Nhật Bản                        | 新しい世界 (Atarashii Sekai)       | Một thế giới mới           | Shin-ichiro Miki & Kaori Asoh |
| Nga                             | Волшебный мир (Volshebnyĭ mir)     | Một thế giới diệu kỳ       | Andrey Kuznetsov & Eugenia Igumnova                                                                                              |
| Phần Lan                        | Se on kuin yö                      | Nó giống như đêm           | Sami Aarva & Ulla Hakola |
| Pháp                            | Ce rêve bleu                       | Giấc mơ màu xanh           | Karine Costa và Daniel Lévi (Paolo Domingo thể hiện trong phim)                                                                  |
| Séc                             | Svět nádherný                      | Thế giới tuyệt vời         | Jiří Langmajer & Jana Mařasová                                                                                                   |
| Serbia                          | U Novi Svat                        | Trong thế giới mới         | Milan Antonić & Mirjana Stojanović                                                                                               |
| Slovakia                        | Svet zázrakov                      | Một thế giới kỳ diệu       | Pavol Bruchala và Anna Babjaková                                                                                                 |
| Tây Ban Nha                     | Un mundo ideal                     | Một thế giới lý tưởng      | Enrique del Pozo và Michelle Miguel Morant và Ángela Aloy (trong phim)                                                           |
| Thái Lan                        | โลกใหม่สวยงาม (Loke mai suay ngarm) | Thế giới mới này thật đẹp  | Thongchai McIntyre và Saowalak Leelabutr (phiên bản trong phim) Bird Thongchai & Amp Saowaruk (phiên bản chạy chữ cuối phim)     |
| Thổ Nhĩ Kỳ                      | Gerçek Dünya                       | Thế giới chân thực         | Arda Aydın & Otilia Radulescu Ipek                                                                                               |
| Thuỵ Điển                       | En helt ny värld                   | Một thế giới hoàn toàn mới | Peter Jöback và Myrra Malmberg                                                                                                   |
| Ukraina                         | Нове життя (Nove zhyttya)          | Một thế giới mới           | Arsentij Prymak & Darina Sumskaya                                                                                                |
| Ý                               | Il mondo è mio                     | Thế giới này là của em     | Vincenzo Thoma & Simona Peron aka:Cristina (trong phim và phần chạy chữ) phiên bản hát lại của Anna Tatangelo và Gigi D'Alessio  |